# Juvigny-en-Perthois
Juvigny-en-Perthois is een gemeente in het Franse departement Meuse (regio Grand Est) en telt 141 inwoners (1999). De plaats maakt deel uit van het arrondissement Bar-le-Duc.

## Geografie
De oppervlakte van Juvigny-en-Perthois bedraagt 6,3 km², de bevolkingsdichtheid is 22,4 inwoners per km².
De onderstaande kaart toont de ligging van Juvigny-en-Perthois met de belangrijkste infrastructuur en aangrenzende gemeenten.

## Demografie
Onderstaande figuur toont het verloop van het inwonertal (bron: INSEE-tellingen).